# 松山紗夕
松山 紗夕（まつやま さゆ）は、日本の漫画家。女性。夫は同じく漫画家の松山せいじ。一児の母。血液型はA型。
2009年まで香月 アイネ（かづき アイネ）名義で活動していた。

## 主な作品
掲載雑誌・書籍に出版元の記載のないものはすべてスクウェア・エニックス。

### 連載
- キミキス after days（ガンガンパワード） 構成のみ担当、香月アイネ名義
- オタ句集 -オタク娘たちが川柳を詠んだら-（まんがライフWIN、竹書房ウェブサイト）

### 読切
- プレスト -PRESTO-（ガンガンONLINE） 香月アイネ名義

### アンソロジー
- 乙姫クライシス!!（妹アンソロジー） 香月アイネ名義
- おもちゃじゃないモン!（女装少年アンソロジー） 香月アイネ名義
- 放課後レッスン。（先輩アンソロジー） 香月アイネ名義